# Язык хунну
Язык хунну (хуннский язык) существовал как разговорный как минимум от III века до н. э. до V века н. э. Вопрос о принадлежности его к той или иной известной языковой семье остаётся дискуссионным, хотя уже с XIX века предполагались его как тюркская, так и монгольская природа. Две эти гипотезы являются достаточно популярными и поныне. Концепция, отождествляющая азиатских хуннов с европейскими гуннами и предполагающая выводы о родстве их языков, хотя и широко распространена в науке, но признается не всеми (см. также Гуннский язык). В настоящее время также существуют версии об енисейском и иранском происхождении языка.

## Гипотезы о принадлежности
Четкое постулирование принадлежности хуннского языка к одной из ныне существующих групп алтайской языковой семьи затруднено объективными причинами. У специалистов в области лингвистической компаративистики для проведения тщательного анализа слишком мало материала, в их распоряжении очень ограниченное количество слов хуннского языка. При этом, эти лексемы известны благодаря китайским хроникам, которые велись с использованием иероглифического письма. Это создаёт значительные затруднения в установлении настоящего звучания древних хуннских слов, поскольку звучание многих китайских иероглифов за последние две тысячи лет изменилось неузнаваемо.

### Тюркские толкования
Ж.-П. Абель-Ремюза и Ю. Клапрот исходили из тюркской принадлежности хуннов, но эта гипотеза впервые была обоснована в статьях Сиратори Куракити в начале XX века. Ту же позицию занимали историки О. Прицак, В. В. Бартольд, Л. Н. Гумилёв и М. В. Крюков.
Подробное обоснование тюркской принадлежности даётся в книге А. В. Дыбо «Лингвистические контакты ранних тюрков» (ч.1, 2007).

### Монгольские толкования
Монгольское происхождение отстаивал П. Пеллио. Г. Рамстедт предполагал, что язык хунну отражает состояние, в котором тюркские языки ещё не отделились от монгольских. Но в настоящее время эта точка зрения считается устаревшей, поскольку считается, что разделение алтайских языков произошло в более раннем периоде. В то же время гипотеза о родстве хуннского языка с протомонгольским находит новое подтверждение.

### Енисейские толкования
Теорию о принадлежности языка хунну к енисейской семье защищали Э. Дж. Пуллиблэнк и А. В. Вовин.

### Сакские толкования
Г. Бейли, Я. Харматта и Г. Янковски исходят из сакских этимологий хуннских слов. Согласно Харматте, большинство хуннов говорило на одном из восточноиранских диалектов, близком к сакскому.

### Язык-изолят
Г. Дёрфер считает недоказанными любые предположения о родстве языка.

### Стихотворение
В китайской династийной истории «Цзинь шу» содержится двустишие на языке цзе (одного из хуннских племен), транскрибированное 10 иероглифами (秀支 替戾剛 僕谷 劬禿當) и переведённое 4 китайскими словами (軍 出 劉曜胡位 捉). Двустишие содержит прорицание, которое, согласно «Цзинь шу», в 310 году произнёс мудрец Фотучэн, предсказав успешный поход цзеского полководца Ши Лэ против другого хуннского полководца Лю Яо. Предпринимались попытки прочитать стихотворение как с помощью тюркских (Шервашидзе, Дыбо и их предшественники), так и енисейских языков (Пуллиблэнк), так и соединения тюркской и енисейской лексики (Вовин). В 2016 году Вовин пришел к выводу, что двустишие было написано на одном из южных енисейских языков, близком к пумпокольскому, и что тюркские версии его происхождения должны быть окончательно отброшены.

### Параллели с енисейскими языками
В 20-м веке, Лайош Лигети Лигети, Лайош первым выдвинул гипотезу о енисейском происхождении языка хуннов. Австралийский историк античности Хён Джин Ким обнаружил сходство песни на языке цзе, написанной в 7 в. н.э, с енисейским языком. В 1960-х Эдвин Пуллибланк развил её и привёл новые свидетельства в её пользу.
- хуннское kʷala «сын» — кетское qalek «младший сын».
- хуннское sakdak «башмак» — кетское sagdi «башмак».
- хуннское gʷawa «князь» — кетское gij «князь».
- хуннское dar «север» — югское tɨr «север»

### Хуннские слова и личные имена
Китайские источники содержат несколько десятков хуннских терминов и личных имён, многие из которых допускают тюркские и иранские этимологии. А. В. Дыбо суммирует их так: среди апеллятивной лексики преобладают тюркские слова, надёжно иранские — лишь названия молочных продуктов и слово «гребень». Титулатура и имена собственные — часто иранские, но прошедшие через тюркскую языковую среду.
Впрочем, почти все этимологии остаются спорными. Например, др.-кит. *kwjāt-d(h)ē («обозначение необычного скота, разводимого хунну, крупные лошади или мулы») производится Пуллиблэнком от праенисейского *kuʔs («лошадь»), Бейли — от сакского khaḍara («мул»), а Дыбо — от пратюркского *gǖd-t-i («стадо, пастьба»).
К наиболее достоверным тюркским словам относятся:
- Др.-кит. *ţhāŋ-rə:j («небо») — пратюрк. *teŋri («бог; небо»)
- Др.-кит. *kēŋh-rāh («меч для жертвоприношений») — пратюрк. *kɨŋrak («обоюдоострый кривой нож»)
- Др.-кит. *Łhəw Łhā («низкорослая лошадь») — пратюрк. *ulaλa («небольшая лошадь»)
- Др.-кит. *thāk lhāj («верблюд») — в ряде тюрк. яз. taylak («верблюжонок»)
- Др.-кит. *γwā ļwāt или *ʔwā ļwāt («землянки») — пратюрк. *Koλ («хижина, лачуга, лагерь»)

Примеры иранских заимствований:
- Совр. кит. шаньюй, др.-кит. *tān-wa — пратюрк. *darxan (позже орхон.-тюрк. tarqan) из иранского (в согдийском trγ’n, «титул»[23]).
- Др.-кит. *γāt-tə:j («жена шаньюя») — пратюрк. *xatun из согдийского *xuten[24].
- Др.-кит. *ţoŋh («молоко, кумыс») — праиран. *dauγ-na («молоко одного удоя»)
- Др.-кит. *bjəś şa («гребень») — от праиран. корня *paś- («расчёсывать»)

Кроме того, дополнительными свидетельствами являются заимствования из китайского в пратюркский язык, датированные примерно III веком н. э., которые более естественно объясняются при условии, если считать язык хуннов пратюркским.
А. С. Шабалов в работе «Язык хунну — разновидность монгольского языка» (Вестник ИГЛУ, 2011, № 3) подвергает критике ранние толкования хуннских слов тюркологами Таскиным В. С. и Пановым В. А., и предлагает переводы на основе современного монгольского языка, опираясь на современное (а не реконструированное) китайское чтение хуннских глосс.